# Hrubon
Hrubon war eine französische Automarke.

## Unternehmensgeschichte und Fahrzeuge

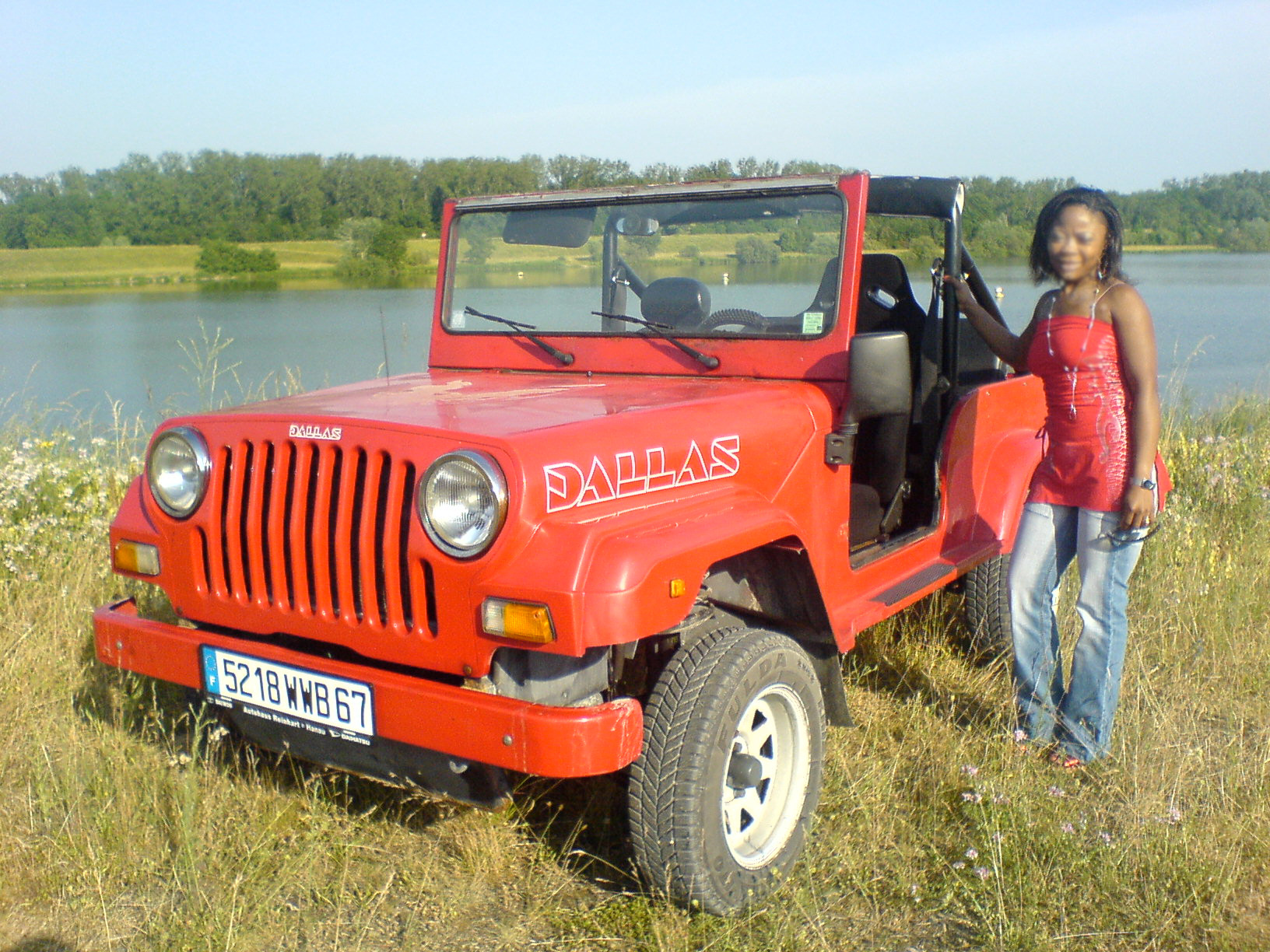
Dallas von Automobiles Grandin

Jean Claude Hrubon (1938–2016) war zunächst Taucher, ehe der sich dem Automobilbau zuwendete. Als Vertragshändler für Fahrzeuge der britischen Marke Austin tunte er Kleinwagen des Typs Mini. 1967 präsentierte er einen selbst entwickelten Sportwagen mit einem Motor des Renault Gordini. Das als „Thélème“ bezeichnete Fahrzeug sollte mit der Nummer 62 am 24-Stunden-Rennen von Le Mans laufen, wurde wegen technischer Mängel jedoch nicht zum Start zugelassen. 1968 baute Hrubon ein Nachfolgemodell, das aber ebenfalls nicht starten durfte.
1980 gründete er in Neuilly-sur-Seine das Unternehmen Société Hrubon zur Produktion von Produktion von Automobilen. Der Markenname lautete Hrubon.
Hergestellt wurden Kleinstwagen mit der Bezeichnung „Phaëton“, die wie eine Miniaturausgabe des Mini Moke aussahen. Für den Antrieb sorgten Motoren mit 50 cm³ Hubraum. Aufgrund des geringen Hubraums dürfen solche Fahrzeuge in Frankreich ohne Fahrerlaubnis benutzt werden. 1981 erfolgte die Umfirmierung in Automobiles Schmitt und der Umzug nach Guebwiller. Der „Schmitt 1000“ hatte einen Vierzylindermotor des Mini mit 998 cm³ Hubraum. Das zweisitzige Fahrzeug war 2,35 m lang, 1,46 m breit und 1,52 m hoch. Eine Version mit 49,9 cm³ Hubraum namens „Schmitty“ wurde weiterhin angeboten. 1985 übernahm Charlatte aus Migennes die Produktion und vertrieb die Fahrzeuge als „La Puce“.
Ein weiteres Fahrzeug war der 1981 entwickelte „Dallas“ mit der Anmutung eines kleinen Jeeps. Jenes entstand auf dem Chassis des Renault 4 und wies den 34-PS-Motor des Renault 4 GTL auf. 1987 kaufte  der Sänger Jean-François Grandin (alias Frank Alamo) die Produktion des Dallas. Dessen spätere Versionen basierten auf dem Fahrgestell des Peugeot 205 bzw. Peugeot 106, hatten Benzin- (mit 75 PS) oder Dieselmotoren (mit 59 PS) und waren bis 130 km/h schnell. Die Firma wurde in Automobiles Grandin umbenannt.